# Lorenzsteine
Die Lorenzsteine (bis Anfang des 19. Jh. Rabensteine) sind eine Felsgruppe aus Sandstein im Nationalpark Sächsische Schweiz im sächsischen Bad Schandau. Sie bestehen aus den einzelnen Felsen Kleiner Lorenzstein und Großer Lorenzstein. Die Felsen gehören zum Elbsandsteingebirge und erreichen eine maximale Höhe von 375 Metern.

## Lage
Die Felsen liegen eingebettet zwischen mehreren Tälern. Nördlich liegt das Kirnitzschtal. Östlich und westlich werden die Felsen von den Trockentälern Großer Zschand und Kleiner Zschand begrenzt. Südlich erstreckt sich ein großes Waldgebiet, hinter dem sich die Bärfangwände erheben.

## Zugang
Von der Neumannmühle erreicht man die Felsen am besten über die Spitzensteinschlüchte, einem schmalen Seitental des Großen Zschands. Zugänge aus dem Kleinen Zschand von Westen, etwa durch den Brückengrund oder die Hinteren Naßschlüchte sind heute kaum noch bekannt. Durch den starken Borkenkäferbefall unterhalb der Lorenzsteine und dem damit einhergehenden großflächigen Absterben der Fichtenbestände sind diese Wege nur noch eingeschränkt nutzbar. Am bequemsten erreicht man die Lorenzsteine von Süden über die Knorre, einem breiten Forstweg. Da viele Aufstiege in die Jahre gekommen sind, wurden diese 2023 teilweise in Stand gesetzt.
Beide Gipfel der Lorenzsteine sind als Klettergipfel im Klettergebiet Sächsische Schweiz ausgewiesen und können ausschließlich über verschiedene Kletterrouten erreicht werden.

## Geschichte
Auf den Lorenzsteinen fand man im 18. Jahrhundert einige hölzerne, mit Eisen beschlagene Bolzen. Diese gehörten vermutlich zu einer hölzernen Befestigungsanlage zur Zeit der Herrschaft Wildensteins.

## Galerie

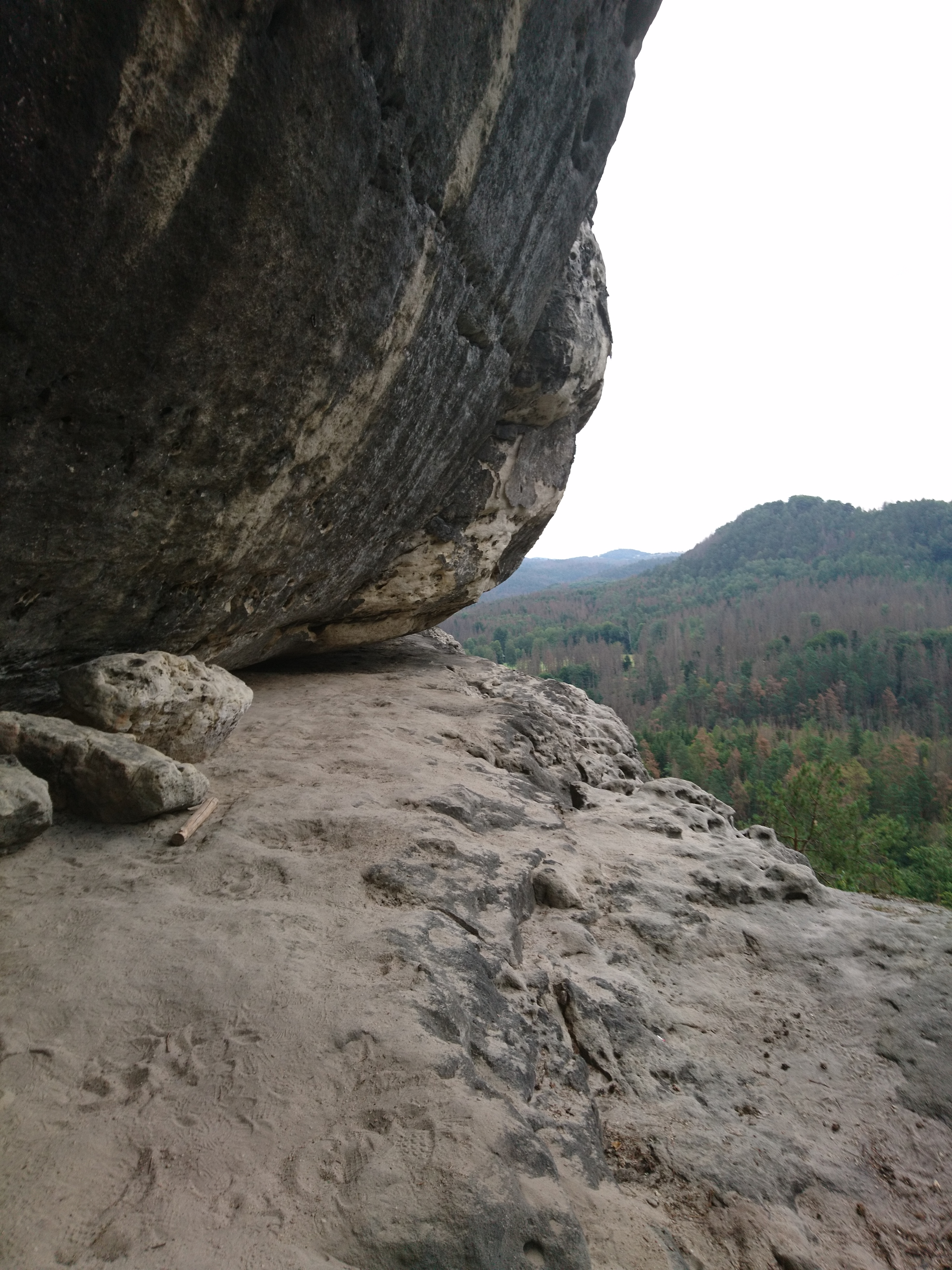
Boofe am Kleinen Lorenzstein, einem auch gut für Wanderer erreichbaren Aussichtspunkt unterhalb des Plateaus.
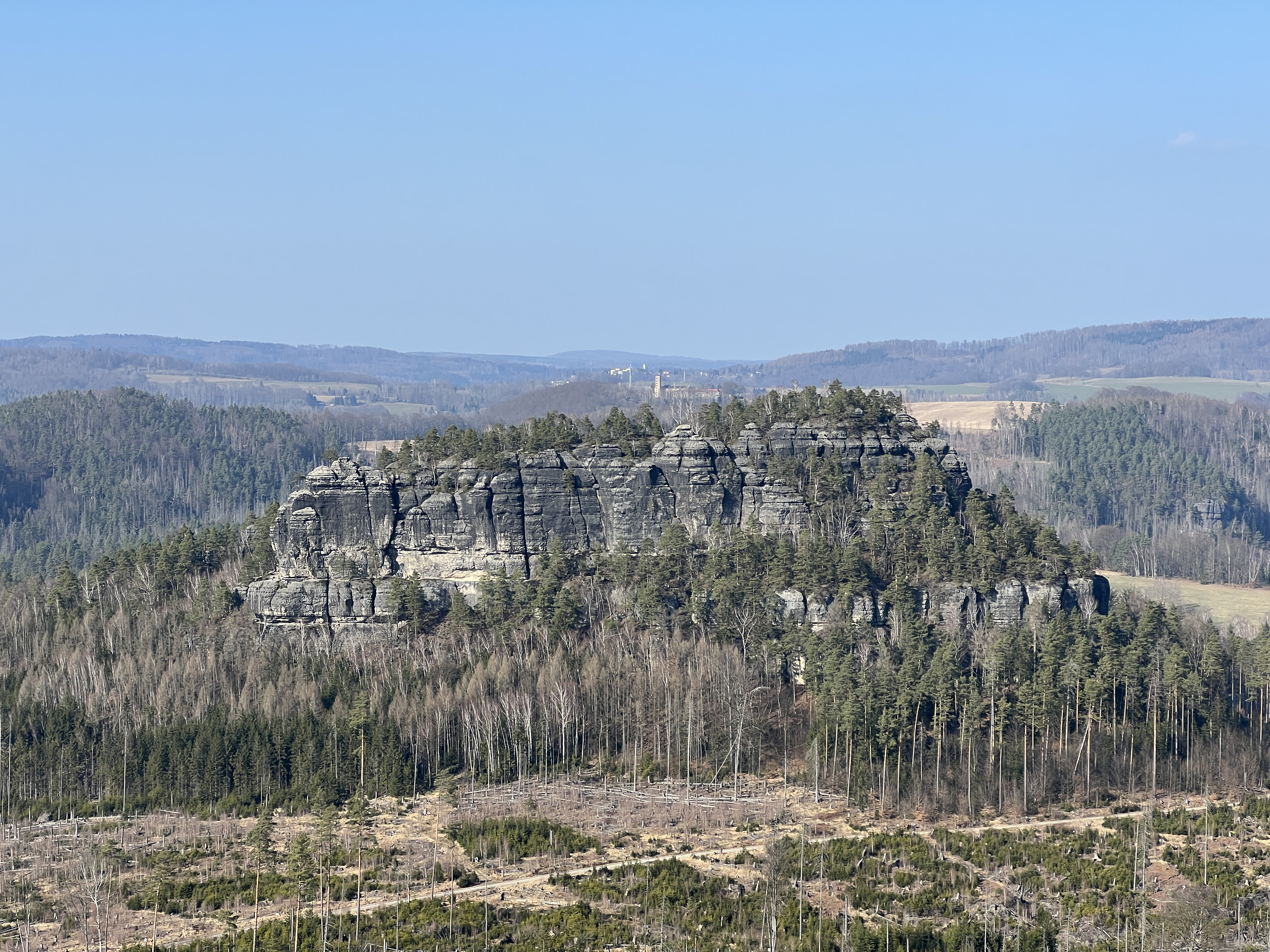
Großer Lorenzstein von Süden, Blick vom Winterstein. Deutlich zu erkennen ist der abgestorbene Fichtenwald.
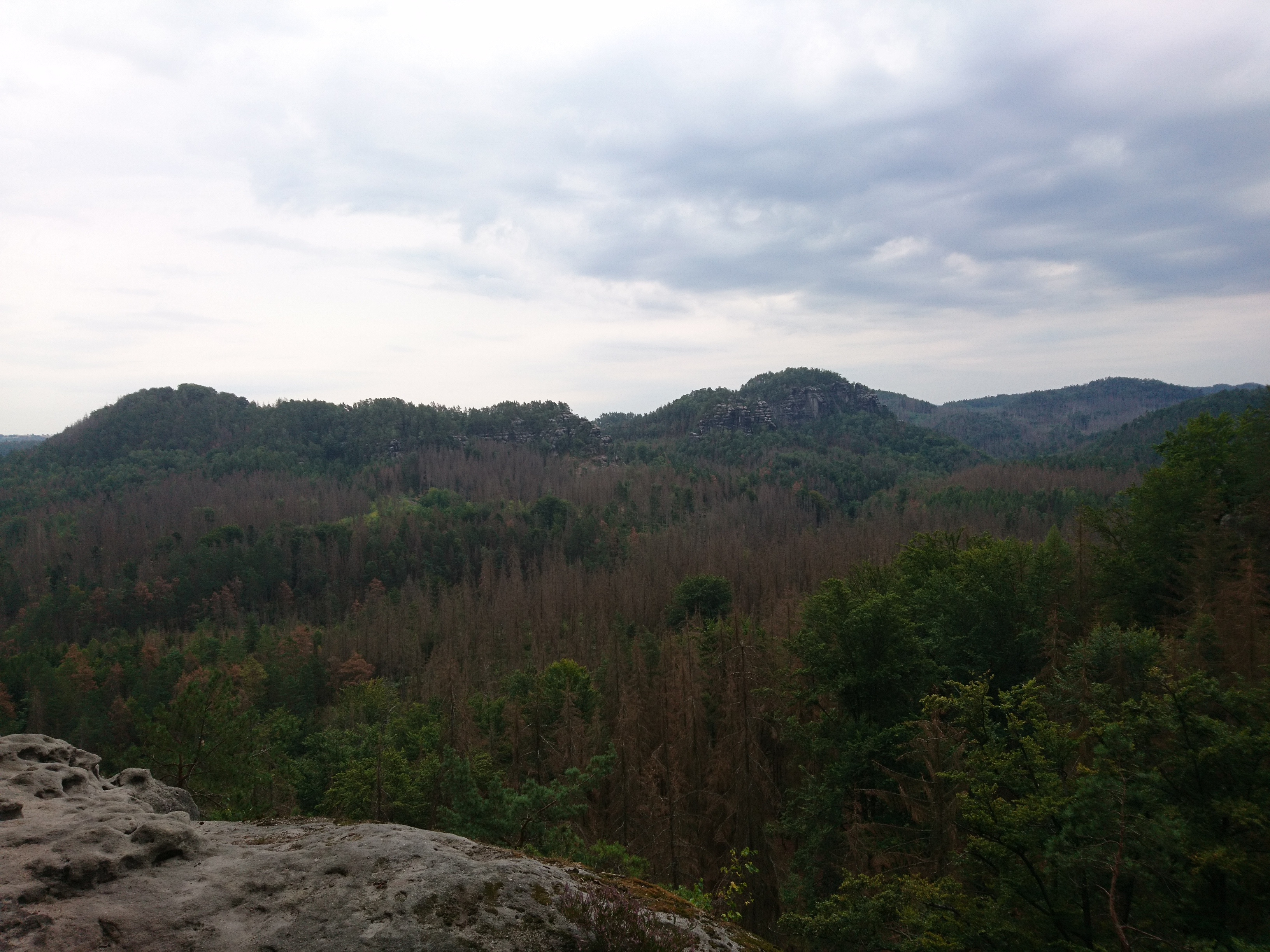
Aussicht vom Kleinen Lorenzstein über den Großen Zschand auf den Heulenberg (links) und den Großen Teichstein (rechts).